# Horst Fröhlich
Horst Fröhlich (* 28. März 1934 in Jagsten; † 6. Februar 2017 in Plauen) war ein deutscher Germanist und Ethnograph.

## Leben
Horst Fröhlich wurde in Ostpreußen geboren. Nach der Flucht von dort gelangte er 1947 nach Sachsen, wo er seine Schulausbildung 1954 mit dem Abitur in Freital abschloss. Anschließend ging er zum Studium der Germanistik an die Karl-Marx-Universität Leipzig, wo er 1958 das Diplom mit einer Arbeit über Gesellschaftsstruktur und Einzelschicksal im Erzählwerk Marie von Ebner-Eschenbach erhielt. Wegen der Eheschließung mit einer Lehrerin aus Plauen zog er von Freital nach Plauen in das sächsische Vogtland. Am dortigen Vogtländischen Kreismuseum erhielt er 1960 eine feste Anstellung als wissenschaftlicher Mitarbeiter. Für die nächsten Jahrzehnte wirkte er in Plauen. In dieser Zeit nahm er 1966 ein Fernstudium der Ethnographie an der Humboldt-Universität zu Berlin auf, das er 1970 als Diplom-Ethnograph abschloss. Seine Diplomarbeit wurde von Paul Nedo betreut.
Von 1991 bis 1993 übernahm er die Leitung des nunmehrigen Vogtlandmuseums Plauen. 1996 ging er mit 62 Jahren in den Vorruhestand.
Während seiner Museumstätigkeit bearbeitete er redaktionell die Herausgabe der vom Museum herausgegebenen Schriftenreihe und  verfasste selbst einige dieser Hefte oder war deren Mitautor. Maßgeblich war er auch an der Erarbeitung des Bandes 44 der Reihe Werte der Heimat mit dem Titel Plauen und das mittlere Vogtland beteiligt, der 1986 in Berlin erschien. Als Mitautor wirkte er auch am Band 59 Das östliche Vogtland mit, der 1996 veröffentlicht wurde.
Horst Fröhlich war Mitglied im Bezirksmuseumsbeirat, im Bezirksvorstand für Heimatgeschichte und im Bezirksfachausschuss Kulturgeschichte und Volkskunde im Kulturbund der DDR. Als Redaktionsmitglied arbeitete er an den Vogtländischen Heimatblättern und am Kalender Sächsische Heimat mit. Zu seinen letzten Arbeiten zählt das 2012 erschienene Werk Plauen in historischen Stadtansichten aus vier Jahrhunderten, das er gemeinsam mit Katrin Färber erstellte.